# Eudyptes chrysocome filholi
Sous-espèce
Répartition géographique
- habitat de E. c. chrysocome
- habitat de la sous-espèce E. c. moseleyi
- habitat de E. filholi
- zones de reproduction

Eudyptes chrysocome filholi est une sous-espèce du Gorfou sauteur (Eudyptes chrysocome). Elle est très semblable à cette dernière espèce, mais génétiquement différente, et sa distribution est clairement dissociée de celle du Gorfou sauteur. Elle est parfois considérée comme une espèce à part entière.
Auparavant considérée comme une espèce par la classification de référence du Congrès ornithologique international, cela n'est plus le cas à partir de sa version 2.9, (2011), s'appuyant en cela sur les travaux de Banks et al. (2006)

## Description
Les gorfous de cette espèce possèdent une touffe de plumes de chaque côté de sa tête appelée « aigrette ».